# 梅尔巴赫
梅尔巴赫是德国莱茵兰-普法尔茨州的一个市镇。总面积9.02平方公里，总人口1086人，其中男性527人，女性559人（2011年12月31日），人口密度120人/平方公里。